# 岡山県道351号藤原吉井線
岡山県道351号藤原吉井線（おかやまけんどう351ごう ふじわらよしいせん）は、岡山県久米郡美咲町から赤磐市に至る一般県道である。

## 概要
久米郡美咲町藤原と赤磐市周匝（すさい）を結ぶ。

### 路線データ
- 起点：久米郡美咲町藤原（岡山県道26号津山柵原線交点）
- 終点：赤磐市周匝（国道374号・岡山県道703号備前柵原自転車道線交点）
- 総延長：4.52 km

## 歴史
- 1960年（昭和35年）3月18日 - 岡山県告示第335号により認定される。
- 1972年（昭和47年） - 岡山県の県道番号再編（固定番号制導入）により現行の路線番号・路線名称に変更される。
- 2005年（平成17年）
  - 3月7日 - 瀬戸町以外の赤磐郡に属する町（赤坂町・熊山町・山陽町・吉井町）が対等合併して赤磐市が発足したことに伴い終点の地名表記が変更される（赤磐郡吉井町周匝→赤磐市周匝）。
  - 3月22日 - 久米郡に属する町のうち旭町・中央町・柵原町が対等合併して久米郡美咲町が発足したことに伴い起点の地名表記が変更される（久米郡柵原町藤原→久米郡美咲町藤原）。

## 地理
国道374号と旧久米郡柵原町中心部を短絡する路線ではあるが、吉井川対岸に岡山県道26号津山柵原線があることもあり改良は進んでいない。

### 通過する自治体
- 岡山県
  - 久米郡美咲町 - 赤磐市

### 交差する道路
| 交差する道路                              | 市町村名 | 市町村名 | 交差する場所   | 交差する場所 |
| ----------------------------------------- | -------- | -------- | -------------- | ------------ |
| 岡山県道26号津山柵原線                    | 久米郡   | 美咲町   | 藤原           | 起点         |
| 国道374号 岡山県道703号備前柵原自転車道線 | 赤磐市   | 赤磐市   | 周匝（すさい） | 終点         |

### 沿線
- 吉井川
- 岡山県立備作高等学校[注釈 1]
- 城山公園
- 同和鉱業片上鉄道線廃線跡[注釈 2]